# Ridolfia segetum
Ridolfia segetum là một loài thực vật có hoa trong họ Hoa tán. Loài này được Moris miêu tả khoa học đầu tiên năm 1841.

## Hình ảnh

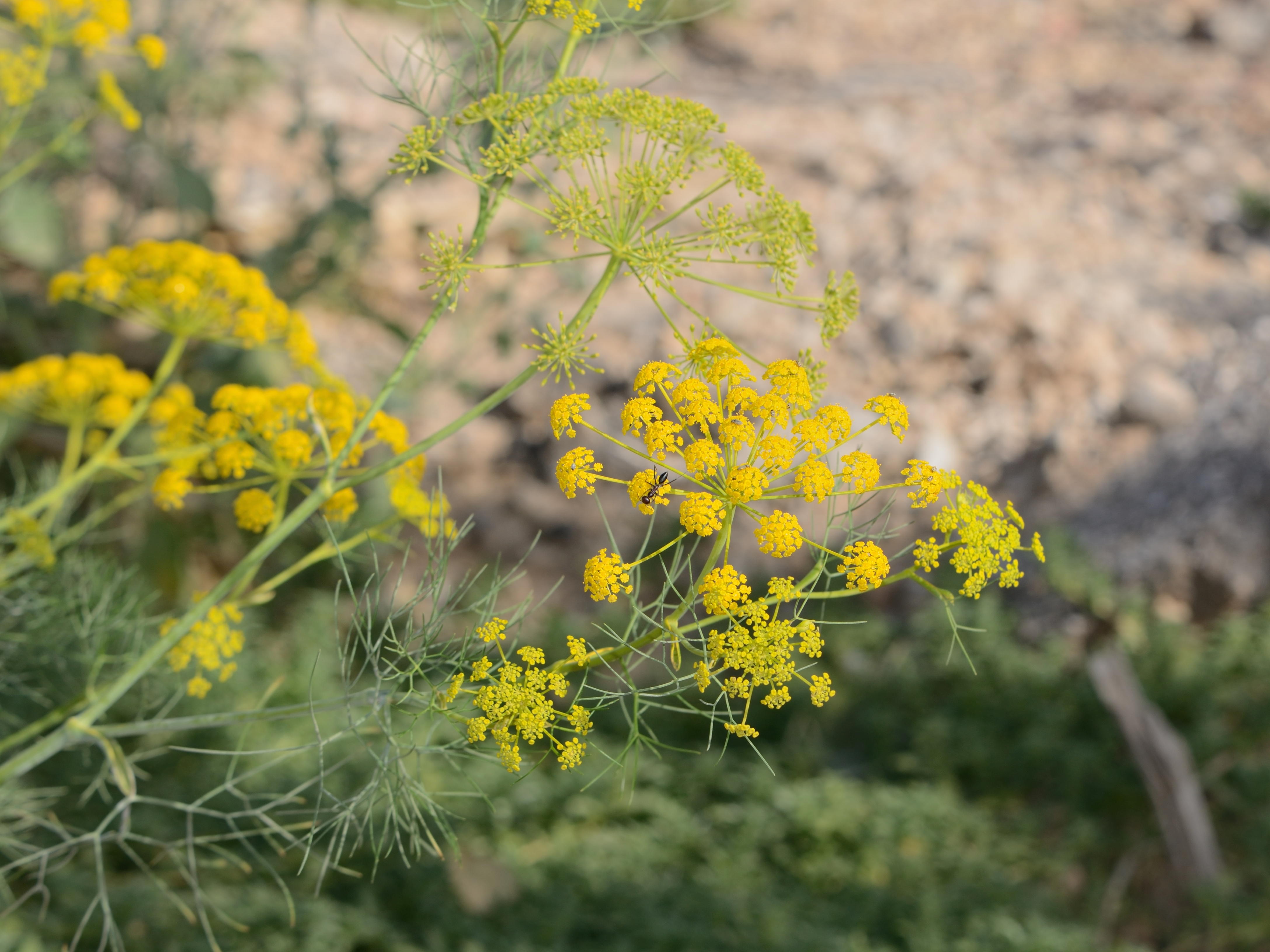